# Realitätenbesitzer

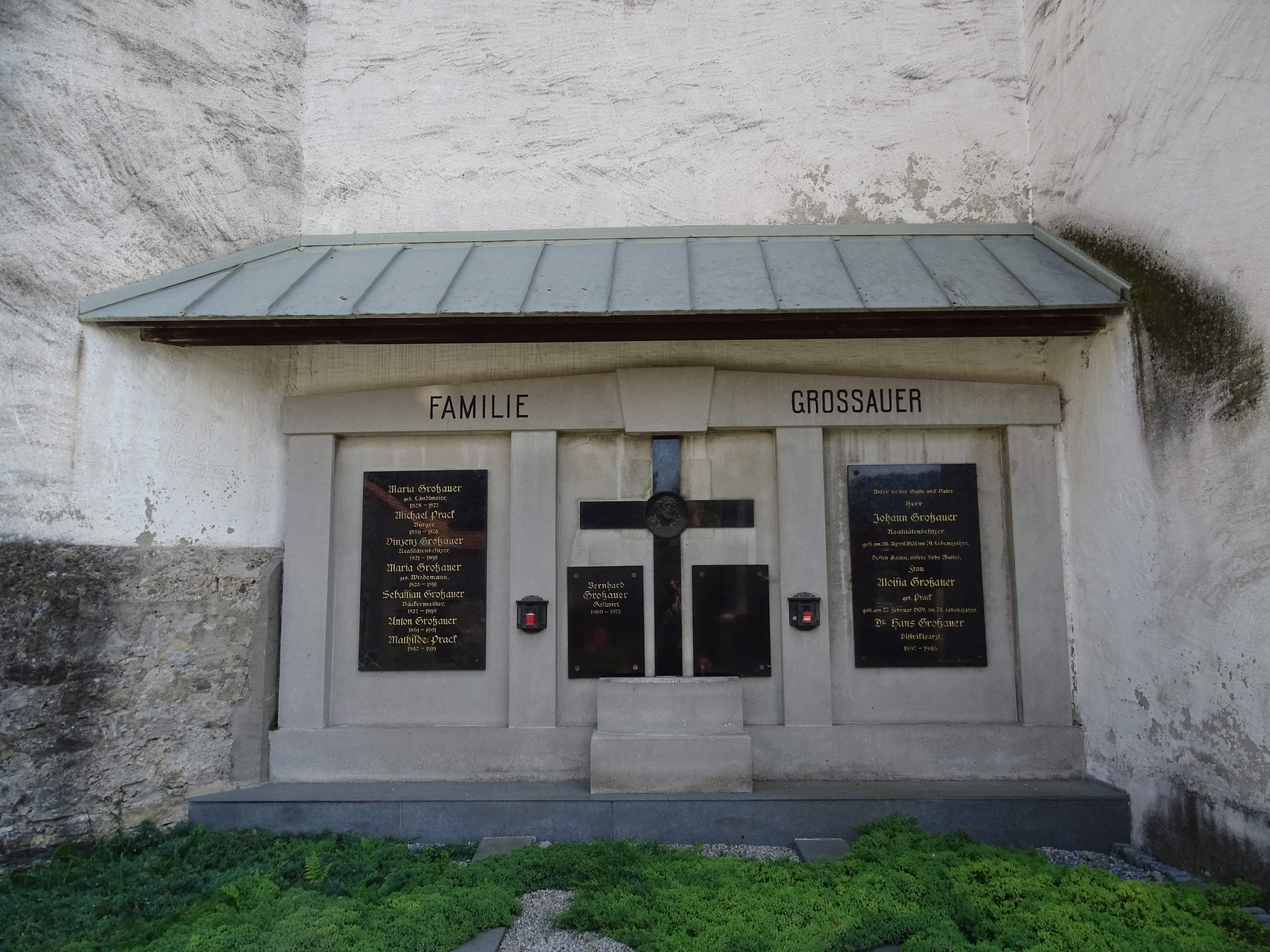
Friedhof Übelbach: Vincenz Grossauer 1821–1890, Realitätenbesitzer

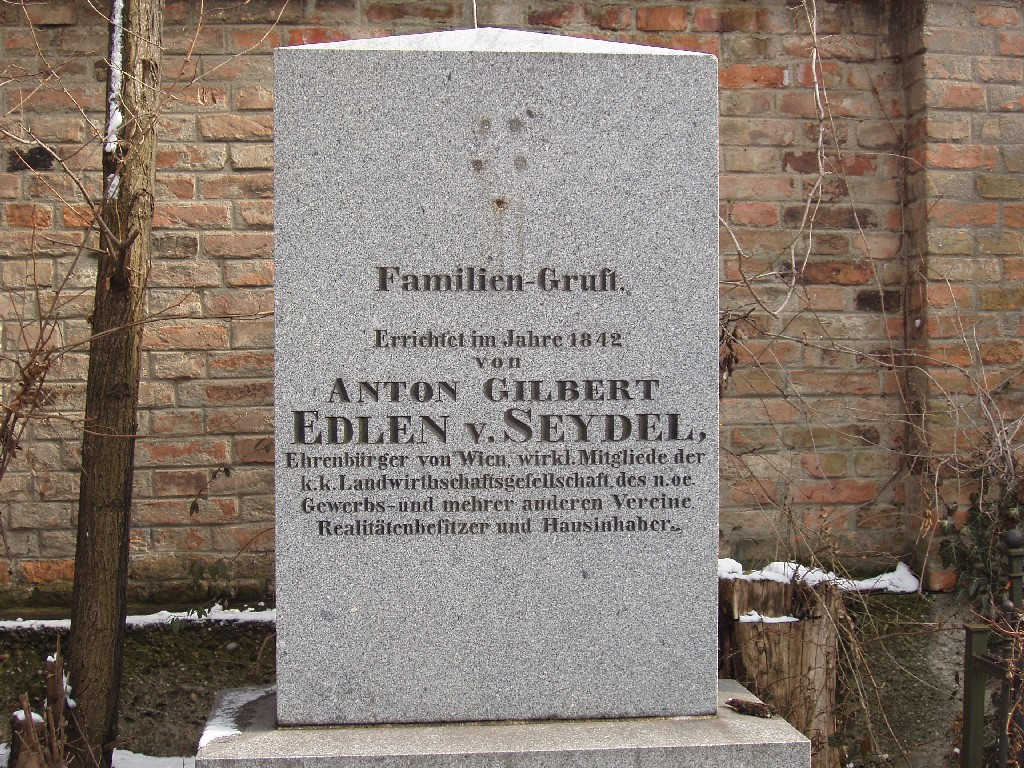
Ehrenbürger von Wien und Realitätenbesitzer

Mit Realitätenbesitzer ist eine Person bezeichnet, die im Besitz von Realitäten wie Grundstücken, Häusern und anderen Immobilien ist oder war. Der Begriff war und ist eine ehrenwerte Bezeichnung, jedoch weitgehend ausgestorben.

## Grabsteine
Auf älteren Grabsteinen ist er ein Zeichen für den Stolz der Verstorbenen oder ihren Hinterbliebenen auf den oft mühsam, aber mit Fleiß und Arbeit erworbenen Wohlstand.

## Namhafte Realitätenbesitzer
- Heinrich Theodor Höch, bedeutender Münchner Realitätenbesitzer, war Mitfinanzier des Volksgarten Nymphenburg
- Johann Christoph Kees, war Bauherr, Großmagazineur und Spediteur in Graz
- Johann Evangelist Altinger besaß in München ein Kaffeehaus und Realitäten, in Tegernsee ein Hotel. Für den Wahlkreis München gehörte er von 1893 bis 1899 der Kammer der Abgeordneten des Bayerischen Landtags an.
- Josef Ursin (Politiker, 1822), Reichsrat von Niederösterreich, Kaufmann und Realitätenbesitzer, wurde dreimal zum Bürgermeister von Tulln gewählt.
- Leopold Pongratz, war als Privatbeamter, eine veraltete Bezeichnung für Angestellter, und Realitätenbesitzer von 1890 bis 1896 Abgeordneter zum Kärntner Landtag.